# NGC 6902A-1
NGC 6902A-1 (другие обозначения — PGC 64575, ESO 285-4, MCG -7-41-32, AM 2019-442) — галактика в созвездии Стрелец.
Этот объект не входит в число перечисленных в оригинальной редакции «Нового общего каталога» и был добавлен позднее.